# Diadasia piercei
Diadasia piercei är en biart som beskrevs av Cockerell 1911. Diadasia piercei ingår i släktet Diadasia och familjen långtungebin. Inga underarter finns listade i Catalogue of Life.